# Bông mộc
Bông mộc (danh pháp khoa học: Sinoradlkofera minor) là một loài thực vật thuộc họ Sapindaceae. Đây là loài đặc hữu của Việt Nam.